# Массалига Микита Олексійович
Микита Олексійович Массалига (рос. Никита Алексеевич Массалыга, нар. 9 жовтня 2007, Красноярськ, Росія) — російський футболіст, півзахисник московського «Спартака».

## Ігрова кар'єра

### Клубна
Микита Массалига народився у місті Красноярськ і займатися футболом почав в академії місцевого клубу «Єнісей». В серпні 2023 року футболіст перебрався до академії столичного «Спартака». В жовтні того року Массалига підписав з клубом свій перший професійний контракт.
30 березня 2025 року Массалига потрапив до заявки першої команди «Спартака» на матч чемпіонату країни проти «Ахмата» і став першим в історії футболістом 2007 року народження, який потрапив до заявки основного складу команди. Дебют Микити на професійному рівні відбувся 19 квітня 2025 року, коли в матчі чемпіонату країни проти «Акрона» він вийшов на заміну в кінці гри і в компенсований час заробив право на пробиття пенальті.

### Збірна
В 2023 році Микита Массалига зіграв одну гру в складі юнацької збірної Росії (U-17).